# Eutetrapha sedecimpunctata
Eutetrapha sedecimpunctata es una especie de escarabajo longicornio del género Eutetrapha, tribu Saperdini, subfamilia Lamiinae. Fue descrita científicamente por Motschulsky en 1860.

## Descripción
Mide 12-20 milímetros de longitud.

## Distribución
Se distribuye por China, Japón, Corea y Rusia.